# 百石郵便局
百石郵便局（ももいしゆうびんきょく）は、青森県上北郡おいらせ町にある郵便局である。民営化前の分類では集配特定郵便局であった。

## 概要
住所：〒039-2299 青森県上北郡おいらせ町上明堂98-7

### 出張所（局外設置ATM）
民営化後は、ゆうちょ銀行仙台支店の管轄となった。
- イオン下田ショッピングセンター内出張所：ホリデーサービス実施出張所

## 沿革
- 1875年（明治8年）2月1日 - 百石郵便局（五等）として開設[1]。
- 1885年（明治18年）10月1日 - 貯金取扱を開始。
- 1892年（明治25年）2月1日 - 為替取扱を開始。
- 1968年（昭和43年）12月8日 - 電話の加入および料金に関する簡易な事務を除く電話交換業務を八戸電報電話局に移管[2]。
- 2007年（平成19年）3月5日 - ゆうゆう窓口（郵便時間外窓口）を廃止し、配達センター局に移行。
- 2007年（平成19年）10月1日 - 民営化に伴い、併設された郵便事業八戸支店百石集配センターに一部業務を移管。
- 2012年（平成24年）10月1日 - 日本郵便株式会社の発足に伴い、郵便事業八戸支店百石集配センターを百石郵便局に統合。
- 2025年（令和7年）3月3日 - 下田郵便局から集配業務を移管。

## 取扱内容
- 郵便、印紙、ゆうパック、内容証明
- 貯金、為替、振替、振込、国際送金、国債
- 生命保険、バイク自賠責保険
- ゆうちょ銀行ATM
- 上北郡おいらせ町内の全域ならびに八戸市内の一部地域（〒039-22xx、〒039-21xx）の集配業務

## 周辺
- おいらせ町役場分庁舎（旧：百石町役場）
- 国保おいらせ病院
- 青森県立百石高等学校
- イオンモール下田
- 国道45号
- 奥入瀬川

## アクセス
- JR東北本線 下田駅から徒歩約30分
- 十和田観光電鉄バス 百石中央停留所下車後、徒歩約3分
- 百石道路 下田百石ICから約1km
- 駐車場あり：9台